# Colorful Sensibility Part 2
A Colorful Sensibility Part 2 a dél-koreai F.T. Island együttes középlemeze, melyet a Colorful Sensibility nagylemezük kiterjesztéseként jelentettek meg 2008 október 17-én.

## Számlista
| #  | Cím | Dalszöveg                          | Zene                                                                      | Hossz |
| -- | --- | ---------------------------------- | ------------------------------------------------------------------------- | ----- |
| 1. | 너를 사랑해 Norul szaranghe (Neoreul saranghae) (Love Is)                                                                             | An Jongmin (안영민, An Yeong-min)  | Cso Jongszu (조영수 , Jo Yeong-su)                                        | 03:29 |
| 2. | Heaven | An Jongmin (An Yeong-min)          | Cso Jongszu (Jo Yeong-su)                                                 | 03:45 |
| 3. | 너의 안부를 물을 때 Noi anburul murul tte (Neoui anbureul mureul ddae) (When I Am Asking About Your Well-Being)                       | Han Szongho (한성호, Han Seong-ho) | Han Szunghun (한승훈, Han Seung-hun), Kim Dzsejang (김재양, Kim Jae-yang) | 04:16 |
| 4. | 바램 Parem (Baraem) (Prayer) | Han Szongho (Han Seong-ho)         | Han Szongho (Han Seong-ho)                                                | 04:01 |
| 5. | 내 오랜 그녀와 해야 할 일 Ne oren kunjova heja hal il (Nae oraen geunyeowa haeya hal il) (The Thing I Should Have Continued With Her) | I Hiszung (이희승, Lee Hui-seung)  | Han Szunghun (Han Seung-hun), Kim Dzsejang (Kim Jae-yang)                 | 04:02 |
| 6. | 그대는 사랑입니다 Kudenun szaranghamnida (Geudeneun saranghamnida) (Remix) (You Are Love)                                             | Han Szongho (Han Seong-ho)         | Han Szongho (Han Seong-ho)                                                | 04:41 |